# Робертіно Лореті
Роберто Лореті (італ. Roberto Loreti; відомий також як Робертіно Лоре́тті (Robertino Loreti) (нар. 22 жовтня 1947) — італійський співак, котрий став усесвітньо відомим у підлітковому віці (на початку 1960-х років).

## Життєпис
Роберто Лоретті народився 22 жовтня 1947 року в Римі у незаможній сім'ї, в якій росло десятеро дітей. У ранньому дитинстві почав зніматися в епізодичних ролях у кіно. У 11 років став солістом церковного хору, а у 13  — почав співати у хорі Римського оперного театру. Вже у цьому віці він став заробляти собі на життя, виконуючи пісні в ресторанах. На одному з концертів у Ватикані Папа Римський Іоанн XXIII був настільки розчулений виступом хлопчика, що забажав зустрітися із ним. У 15 років у зв'язку з хворобою батька Робертіно був змушений шукати роботу — влаштувався помічником булочника. Однак продовжував співати.

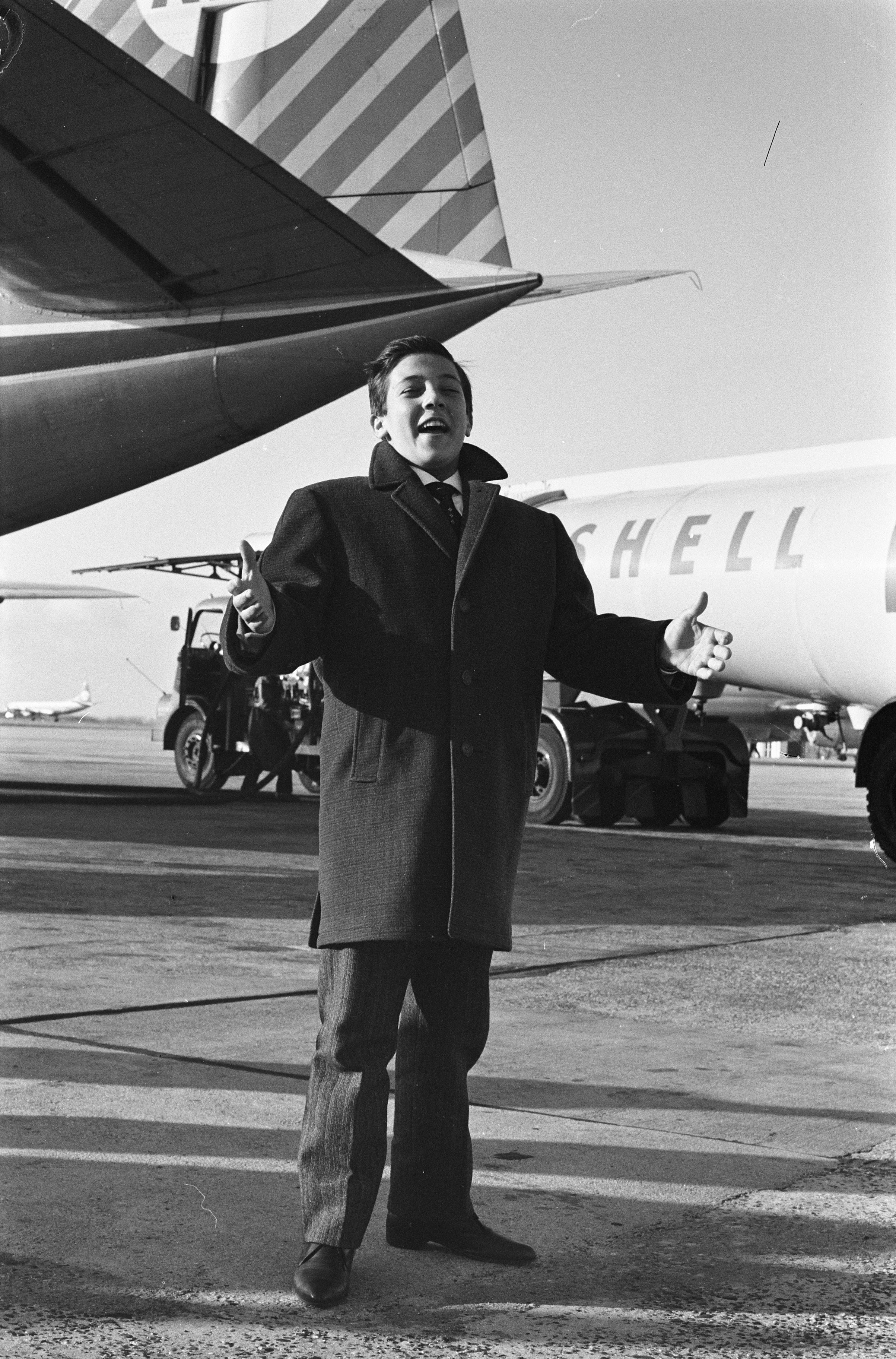
Прибуття 15-річного співака Робертіно в аеропорт Схіпхол (1961)

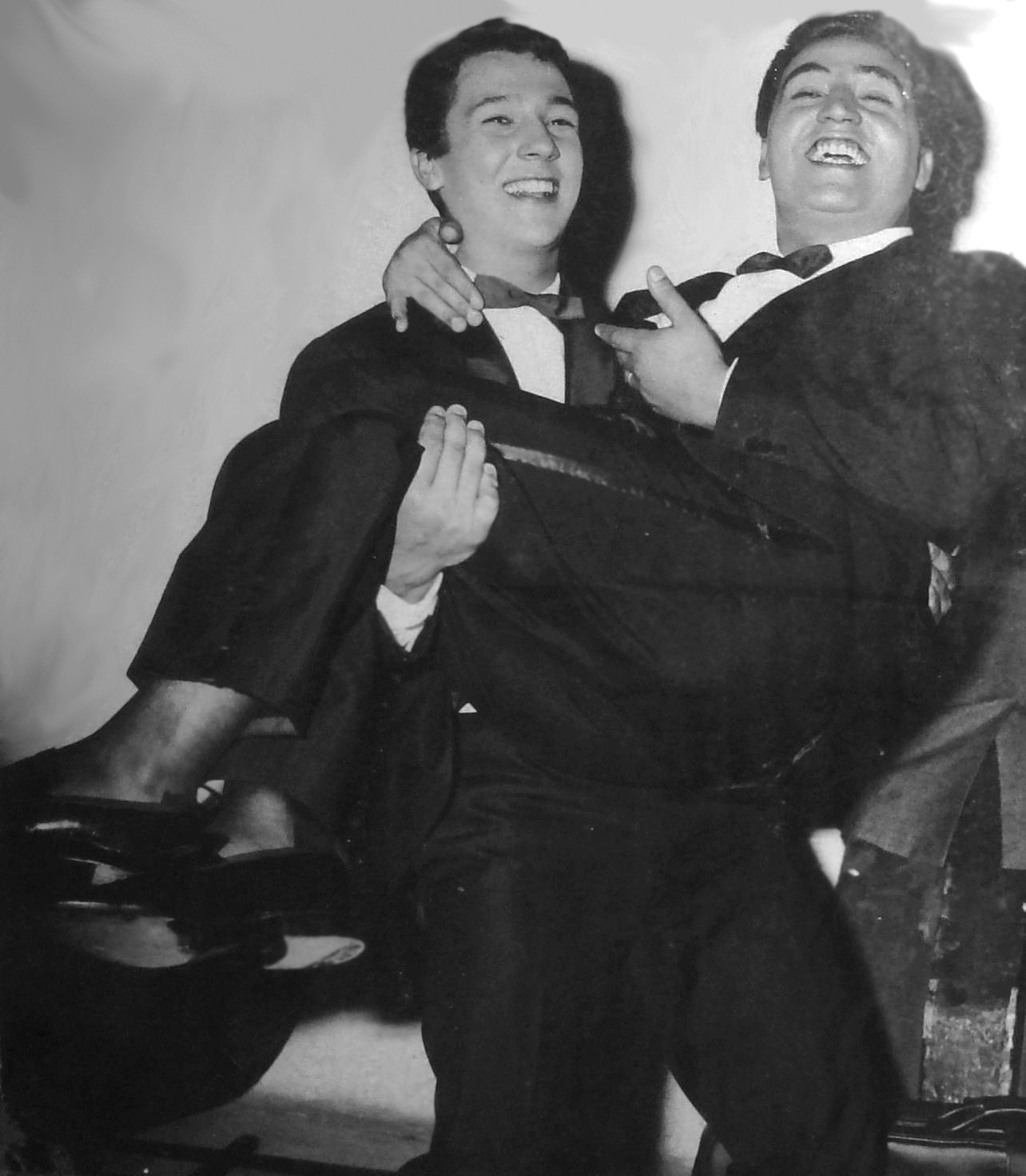
Робертіно Лореті та Маріо Треві (1964)

Хлопчиком він брав участь у конкурсі для непрофесійних співаків, який проводився на італійському радіо. Переможців визначали радіослухачі, які телефоном повідомляли до редакції ім'я обраного ними співака. Робертіно витримав усі чотири тури і завоював перше місце та золоту медаль. Це дозволило тринадцятирічному хлопчику увійти до складу виконавців, які розважали учасників і глядачів XVII Літніх олімпійських ігор, що проходили у Римі. Робертіно виступав у кафе «Ґранд-Італія» на площі Ефедра. Пісню «O Sole mio» у виконанні Лоретті почув данський телепродюсер Сайр Вольмер-Серенсен, який почав допомагати юному співакові. Данським лейбл Triola Records підписав з Лоретті контракт. Сингл «O Sole mio» 1961 року став золотим. У 1964 році співак став фіналістом знаменитого фестивалю у Сан-Ремо. Успішно гастролював країнами Європи та у США. Популярність Лоретті дійшла і до Радянського Союзу.  Тоді у Радянському Союзі він мав шалений успіх і неймовірну популярність. З усіх вікон влітку лунало: «Джамайка, Джамайка», платівки із дванадцятьма піснями, які виконав Робертіно у тому концерті, видавалися величезними тиражами.
Коли Робертіно почав дорослішати, його голос мутував з дитячого дисканта — до тенора і баритона. У пісенній кар'єрі співака відбулася тривала пауза. Лоретті подався у бізнес, відкрив власний ресторан. Та у 1982-му повернувся до гастрольної діяльності і досі виступає, при цьому залишається відомим і досить популярним. Відвідує з гастролями різні країни, де виконує, серед іншого, свої дитячі хіти. Щоправда, виконані дорослим голосом, вони звучать досить несподівано.
Візит Лоретті до СРСР 1989 року повністю розвіяв поширений до того міф, що в нього після голосової мутації зникли виконавські здібності. Цей міф створила радянська пропаганда, яка розписувала, як нещадно експлуатують сина італійського комуніста акули капіталістичного бізнесу, і це, мовляв, призвело до втрати голосу. Як пояснив сам Лоретті, його талант, навпаки, оберігали, заборонивши концертувати під час мутації, бо це небезпечно. Крім того, в підлітковому віці Робертіно, катаючись на лижах, невдало впав, після чого мусив довго пролежати в лікарні. Але вже в 17 років він знов виступав, розпочавши з фестивалю в Сан-Ремо.
У 2000 році Лоретті виступив на гала-концерті в Києві, на Михайлівській площі, де були присутні 100 тисяч глядачів. Він заспівав "Аве Маріа". Кияни (переважно молодь і навіть дідусі з онуками на руках), відреагували неймовірними оваціями. Такими, що Роберто кілька раз переспівував "Аве Маріа". 
Лоретті має трьох дітей. Крім концертної діяльності, заробляє бізнесом: має нічний клуб (де, між іншим, часто виступає), вирощує  арабських скакунів для перегонів.